# 190310 De Martin
190310 De Martin este un asteroid din centura principală de asteroizi.

## Descriere
190310 De Martin este un asteroid din centura principală de asteroizi. A fost descoperit pe 2 octombrie 1997 la Sormano de Valter Giuliani. Asteroidul prezintă o orbită caracterizată de o semiaxă mare de 3,12 ua, o excentricitate de 0,24 și o înclinație de 16,9° în raport cu ecliptica.